# Херлен
Херлен (монг. Хэрлэн) — сомон аймаку Хентій, Монголія. Площа 3,8 тис. км², населення 18 тис. Центр сомону селище Херлен лежить за 312 км від Улан-Батора.

## Рельєф
Гори Самбалхундев (1280 м), Хутаг (1632 м), Хухчулуут. Більшу частину території займають долини річок Херлен Цариг, Хуйтен. Є солені озера.

## Клімат
Клімат різко континентальний. Щорічні опади 260 мм, середня температура січня −22°С, середня температура липня +18°С.

## Природа
Водяться лисиці, вовки, тарбагани, козулі, зайці, манули.

## Корисні копалини
Сомон багатий на свинець, плавиковий шпат, хімічна та будівельна сировина.

## Соціальна сфера
Є школа, лікарня, сфера обслуговування.